# Vanessa Menga
Vanessa Menga (* 20. Oktober 1976 in São Paulo) ist eine ehemalige brasilianische Tennisspielerin.

## Leben
Vanessa Menga wurde 1995 Tennisprofi, trainiert wurde sie von Carlos Kirmayr. Im Einzel schaffte sie es nie unter die 100 Besten der WTA-Weltrangliste.
Erfolgreicher war sie im Doppel. Sie gewann 33 ITF-Doppeltitel und trat im Doppel zweimal bei Olympischen Spielen für ihr Land an. 1999 gewann sie zusammen mit Joana Cortez den Doppel-Wettbewerb bei den Panamerikanischen Spielen in Winnipeg, Kanada.
Von 1995 bis 2002 spielte Vanessa Menga für Brasilien im Fed Cup. Ihre persönliche Bilanz: 8:7 Siege im Einzel und 13:9 im Doppel.
Im Februar 2001 posierte sie für die brasilianische Ausgabe des Männermagazins Playboy.